# Sistema de gestão de coleções
Sistema de gestão de coleção é um software (programa) usado por instituições ou indivíduos para digitalizar e organizar as informações referentes a coleções ou acervos, criando uma base de dados.
As instituições de coleta são principalmente museus e arquivos, que podem ser grande porte ou muito pequenas ou especializadas, como museus históricos locais e sociedades de preservação. De forma secundária, bibliotecas e galerias também atuam como instituições coletoras. Os sistemas de gestão de coleções permitem que indivíduos ou instituições de coleta organizem, controlem e gerenciem os objetos de suas coleções “rastreando todas as informações relacionadas a e sobre” esses objetos. Em instituições maiores, o sistema de gestão de coleções pode ser usado por equipes de coleções, como registradores, gestores de coleções e curadores, para registrar informações como localização de objetos, proveniência, informações curatoriais, relatórios de conservação, avaliações profissionais e históricos de exposições. Todas essas informações registradas são acessadas e usadas por outros departamentos institucionais, como os de “educação, associação, contabilidade e administração”.
Embora os primeiros sistemas de gestão de coleções fossem bancos de dados de catalogação, essencialmente versões digitais de catálogos de fichas, sistemas mais recentes e avançados estão sendo usados para melhorar a comunicação entre a equipe do museu e para automatizar e gerenciar tarefas e fluxos de trabalho baseados em coleções. Os sistemas de gestão de coleções também são usados para fornecer acesso a informações sobre as coleções e objetos de uma instituição para pesquisadores acadêmicos, voluntários institucionais e o público, cada vez mais por meio de métodos online.

## História
Os registros de coleção existem desde que surgiram os primeiros museus. As coleções e acervos eram registrado de forma analógica e muito simples, com o intuito somente de tomar conhecimento do bem para salvaguarda. Com o avanço da ciência, ao passar dos tempos, houve a necessidade de criar um sistema de classificação e registros mais amplos. Com a evolução da tecnologia de informação, criou-se softwares acessíveis a usuários não especializados, a profissionais e instituições.
Embora a meta durante a década de 1960 fosse usar computadores para manutenção de registros de coleções para fins de prestação de contas, o Diretor Executivo da Museum Computer Network, Everett Ellin, alertou que os profissionais dos museus deveriam incluir o acesso público como meta porque "não valeria a pena o esforço se os museus apenas criassem um sistema glorificado de manutenção de registros."  Os sistemas de gestão de coleções tornaram-se ferramentas cruciais para aumentar o acesso do público às informações das coleções, ampliando os tipos de informações que são registradas. O que antes era “uma ferramenta simples para cuidados e inventário de coleções” tornou-se “um instrumento robusto e poderoso para salvar todas as informações sobre objetos de museu", incluindo material interpretativo, objetos digitais e substitutos digitais. Como alguns sistemas de gestão de coleções agora incorporam gerenciamento de ativos digitais e armazenamento de informações de conteúdo, muitos profissionais de museus começaram a chamá-lo de sistema de gerenciamento de conteúdo.

### Décadas de 1960-1970
Desde que os padrões legíveis por máquina foram desenvolvidos para bibliotecas na década de 1960, os museus se interessaram em utilizar computadores para registrar informações sobre suas coleções. No entanto, os museus têm necessidades muito diferentes das bibliotecas; embora as informações bibliográficas sobre um objeto de coleção de biblioteca sejam geralmente estáticas, os registros do museu estão em constante mudança devido à necessidade contínua de novas informações sobre os objetos do museu a serem adicionadas aos registros. Já em 1967, o Museum Computer Network, um grupo informal de museus de Nova York, tentou criar um banco de dados de gerenciamento de coleções chamado GRIPHOS. Em 1968, em uma conferência do Metropolitan Museum of Art e da IBM, palestrantes discutiram projetos atuais e propostos para automatizar o gerenciamento de coleções. Em um esforço para coordenar a pesquisa para o desenvolvimento desses sistemas, associações profissionais como o Comitê de Coordenação do Banco de Dados de Museus, formado em 1972, foram criadas para disseminar informações sobre computadores e bancos de dados para museus interessados em implementar sistemas de coleções informatizadas.

### Décadas de 1980-1990
Durante a década de 1980, os sistemas de gestão de coleções tornaram-se mais avançados com o surgimento de bancos de dados relacionais que "relacionam] cada parte dos dados com todas as outras". Nessa mesma época, alguns sistemas populares foram originalmente desenvolvidos para instituições específicas " baseados em bancos de dados relacionais genéricos ”- como o The Museum System para o Metropolitan Museum of Art da Gallery Systems e o Re: discovery Software's Proficio para o Monticello da Thomas Jefferson Foundation - antes de serem lançados como produtos comerciais. Durante a década de 1990, com os computadores se tornando mais rápidos e baratos e com o surgimento da Internet, o software de gerenciamento de coleções tornou-se muito mais sofisticado, capaz de "apresentar imagens, classificar informações em qualquer miríade de configurações, registrar informações de exibição, rastrear locais, e interface com um site de museu."

## Informações gerenciadas
Em 1997, o historiador de arte e consultor de estudos de informações de museus Robert A. Baron delineou os requisitos para os sistemas de gestão de coleções, não como uma lista dos tipos de informações de objetos de coleções que deveriam ser registrados, mas sim como uma lista de atividades de coleções, como administração, empréstimo, exibição, preservação e recuperação, tarefas pelas quais os museus eram responsáveis muito antes da invenção dos computadores. Muitos sistemas modernos de gerenciamento de coleções vão além da catalogação, auxiliando no gerenciamento desses processos e fluxos de trabalho. A Lista de Verificação dos Critérios de Software de Gerenciamento de Coleções da Canadian Heritage Information Network, que visa ser uma lista abrangente dos tipos de informações que um museu pode querer registrar em um sistemas de gestão de coleções, organiza essa lista por processos e ações em vez de tipo de informação. A lista de verificação "descreve uma série de recursos comumente incluídos em um sistemas de gestão de coleções comercial, que pode ajudar um museu a determinar quais recursos têm prioridade".

## Características

### Funcionalidade
Um sistemas de gestão de coleções deve ser capaz de armazenar dados, editar dados, excluir dados, acessar dados por meio de consultas, classificar dados e gerar dados na forma de relatórios. Os dados são armazenados como tabelas e inseridos no sistema (e às vezes editados) por meio de formulários. As consultas são pesquisas que ajudam a recuperar dados específicos do sistema, e os relatórios “são os meios pelos quais os resultados de uma consulta são exibidos ou impressos”.

### Flexibilidade
Um sistemas de gestão de coleções eficiente, como um bom banco de dados relacional, não deve ter registros duplicados e não deve exigir que as mesmas informações sejam registradas em mais de um local do sistema. Ao mesmo tempo, o sistema deve ser flexível o suficiente para acomodar mais dados à medida que as coleções se expandem. O usuário também deve compreender que nem todas as informações devem ser inseridas em um sistema de gerenciamento de cobranças; por exemplo, informações complexas, como dimensões e medidas complicadas. Algumas instituições podem não querer registrar informações confidenciais, como informações privadas de doadores, em um sistemas de gestão de coleções e, em vez disso, mantê-las em um arquivo manual ou em um arquivo digital seguro e separado, com indicações para a localização do arquivo registrado no sistemas de gestão de coleções. 

### Backup e redundância
Um sistemas de gestão de coleções deve ter "um processo embutido de backup e recuperação" para proteger os dados não apenas contra falhas e desastres do equipamento, mas também contra erros humanos, que podem resultar em perda ou corrupção de dados. Cópias redundantes das informações devem ser armazenadas em vários locais e o processo de backup pode ser automatizado.

### Padrões de dados
Como um sistema informatizado “exige um grau muito maior de precisão no uso da linguagem para catalogação e recuperação de dados do que um sistema manual”, os padrões de dados e metadados devem ser aplicados em um sistemas de gestão de coleções. Os padrões de dados fornecem regras de como as informações são inseridas no sistema, e os dados inseridos no sistema de maneira consistente permitem uma recuperação de informações mais precisa para uma troca mais fácil de dados entre diferentes sistemas.
Embora a maioria desses padrões de dados se aplique à catalogação e descrição de objetos culturais, esforços também estão sendo feitos para criar padrões de dados para coleções de história natural. Baseado no Dublin Core, o padrão Darwin Core (DwC) é um padrão de estrutura de dados para informações sobre biodiversidade cujo “glossário de termos” são os “campos” e “elementos” necessários para catalogar espécimes e amostras de história biológica e natural.
Reconhecendo a importância dos padrões de dados para muitos usuários, alguns desenvolvedores anunciam que seus sistemas de gerenciamento de coleções são compatíveis com determinados padrões. Por exemplo, o sistema de gestão de coleções do Adlib Museum  é “certificado como compatível com SPECTRUM pela Collections Trust” e “também incorpora outros padrões internacionais, como as diretrizes 'CIDOC ' e Getty 'Object ID.'” 

#### Padrões de estrutura de dados
Os padrões de estrutura de dados descrevem os campos e categorias de informações (às vezes chamados de elementos) que são necessários para identificar um objeto. Em um sistemas de gestão de coleções de museu, esses campos geralmente incluem número de acesso, título / nome do objeto, fabricante / criador do objeto, local de criação / origem, data de criação, dimensões, material e fonte do objeto (por exemplo, nome do doador ou vendedor). Exemplos de padrões de estrutura de dados amplamente usados para objetos culturais são o Dublin Core Metadata Element Set, Categories for the Description of Works of Art, o Formato MARC, os conjuntos de elementos de Catalogação de Objetos Culturais, e as categorias principais da Visual Resources Association.

#### Padrões de conteúdo de dados
Os padrões de conteúdo de dados fornecem diretrizes para a formatação das informações inseridas nos campos, “controlando a sintaxe, o estilo, a gramática e as abreviações” que devem ser usados.

#### Padrões de valor de dados
Os padrões de valor de dados fornecem os termos e vocabulário que devem ser preferencialmente usados nos campos, geralmente na forma de listas de autoridade, léxicos, dicionários de dados e tesauros. Os exemplos incluem Tesauro de Arte e Arquitetura e Thesaurus of Geographic Names, Nomenclature 4.0 for Museum Cataloging e Iconclass.

### Segurança e acesso
Um sistemas de gestão de coleções deve ter medidas de segurança que “garantam que apenas pessoas autorizadas possam inserir, editar ou visualizar” as informações contidas no sistema. No entanto, há uma demanda crescente de acesso público a algumas das coleções e informações de objetos contidas no sistemas de gestão de coleções, o que "ajuda a cumprir a missão de um museu de educar o público e provar que os objetos de confiança pública são usados para benefício público", enquanto também encoraja a equipe de coleções a “apoiar a administração básica da coleção”, garantindo que as informações sobre o objeto sejam precisas antes de serem disponibilizadas publicamente.  O sistema deve permitir que o público possa fazer e refinar pesquisas de informações acessíveis publicamente no sistema. 

### Direitos e reproduções
Um sistemas de gestão de coleções também deve permitir que a equipe de coleções gerencie informações sobre os direitos de reprodução dos objetos pelos quais a instituição é responsável, incluindo o tipo de esquema de direitos autorais aplicado (por exemplo, direitos autorais ou licença Creative Commons), propriedade de direitos autorais e marcas d'água digitais.

## Sistema de gestão de coleções museológicas

### Internacional
Na área da museologia, viu-se a necessidade de normalizar os registros de coleções de museus. Foi criada pelo International Council of Museums (ICOM), na década de 1870, o International Committee for Documentation que criou orientações para o registro e gestão da informação de bens museológicos. Com a padronização dos registros de informações, viabiliza-se a troca de informações entre instituições e melhoria na qualidade do serviço prestado e a acessibilidade a funcionário, pesquisadores e leigos.
Em 1994, foi criado o Standard ProcEdures for CollecTions Recording Used in Museums (SPECTRUM) pela Collection Trust, um programa de apoio ao gerenciamento de coleções. O programa passa por atualizações constantes. Nos dias atuais, muitas instituições e profissionais utilizam o programa, que passou a ser um referencial para museus em toda Europa, Estados Unidos e Canadá.

### No Brasil
Em um levantamento realizado em 2011, mostrou que somente 26,1% dos museus no país usavam um software para registro de seus acervos, até aquele momento.
Atualmente, as instituições e seus pesquisadores, juntamente com os profissionais em tecnologia da informação, tem feito melhorias e vem criando sistemas de gestão de coleções que otimiza a troca de informações entre instituições e facilita o acesso de informações aos pesquisadores e a sociedade.

## Sistemas brasileiros de gestão de coleções

### Jabot
Sistema de gerenciamento desenvolvido para coleções botânicas. Criado pela equipe do Instituto de Pesquisas Jardim Botânico do Rio de Janeiro em 2005. No Brasil, atualmente, cinquenta instituições utilizam o sistema Jabot, entre elas O Instituto Brasileiro de Geografia e Estatística (IBGE) e a Universidade Federal Fluminense (UFF).

### SISGAM
Sistema de gerenciamento desenvolvido para coleções museológicas, de museus associados a Rede Web de Museus. Criado pela Superintendência de Museus da Secretaria de Cultura do Estado do Rio de Janeiro (SMU/SEC-RJ) e a Fundação Anita Mantuano de Artes do Estado do Rio de Janeiro (FUNARJ) em 2008. O Museu Nacional, o Museus Casa de Benjamin Constant e Museu Naval e Oceanográfico, são algumas das instituições que utilizam o SISGAM.

## Considerações ao selecionar um sistema
Uma vez que cada museu tem necessidades diferentes, o ideal é que se faça uma avaliação das necessidades antes de selecionar um sistemas de gestão de coleções. O museu deve determinar quais processos de coleção precisa que o sistema gerencie. O museu também deve identificar quem usará o sistema e considerar fatores como tamanho da coleção (presente e futuro), habilidades de tecnologia da equipe e orçamento/preço. Outra recomendação é mapear as metas de curto e longo prazo para o novo sistemas de gestão de coleções e então determinar como o sistema pode ajudar a aumentar a eficiência do museu.